# Hūfel-e Sharqī
Hūfel-e Sharqī (persiska: هوفل شرقی) är en ort i Iran.   Den ligger i provinsen Khuzestan, i den västra delen av landet, 500 km sydväst om huvudstaden Teheran. Hūfel-e Sharqī ligger 20 meter över havet och antalet invånare är 115.
Terrängen runt Hūfel-e Sharqī är mycket platt. Runt Hūfel-e Sharqī är det ganska glesbefolkat, med 38 invånare per kvadratkilometer. Närmaste större samhälle är Sūsangerd, 2,7 km söder om Hūfel-e Sharqī. Omgivningarna runt Hūfel-e Sharqī är i huvudsak ett öppet busklandskap.